# COP15 om biodiversitet 2022
COP15 om biodiversitet eller De Forenede Nationers biodiversitetskonference (COP15 2022) er en FN-konference om biodiversitet, under Konvention om biologisk diversitet, der finder sted i den canadiske by Montreal fra d. 7. til den 19. december 2022, med deltagelse af 20.000 forhandlere og lobbyister fra det meste af verden. Oprindelig skulle Kina have været vært for begivenheden i 2020, men det blev udsat på grund af COVID-19.
Målet er at bremse det dramatiske tab af natur i hele verden, og vedtage en global ramme for biodiversitet efter 2020 med mål, der skal være retningsgivende for globale tiltag til at beskytte og genoprette naturen ind i det kommende årti.
FN's generalsekretær, António Guterres, påpegede ved åbningen af konferencen, at vi er afhængige af naturen til at dække alle vores behov, herunder føde, vand og energi. Alligevel fører menneskeheden ifølge generalsekretæren “en selvmorderisk krig mod naturen”, som vi bruger som “et toilet”. Konferensen afholdes på en dyster bagrund, hvor IUCN's globale rødliste viser at 42.108 arter truet af udryddelse.

## Udkast til aftale
FN's miljøprogram kom med en forsigtig vurdering, tidligere i 2022, i rapporten State of Finance for Nature, at en finansiering af udkastet til aftale at det vil koste fra 384 milliarder dollars årligt fra 2025, og 484 milliarder dollars fra 2030 at nærme sig målene, som bl.a. er et mål om, at 30 procent af klodens land- og havarealer skal være under beskyttelse i 2030, et mål som 93 lande, deriblandt Danmark har tilsluttet sig. Endvidere er der forslag om at bremse udryddelse af plante- og dyrearter, at minimere konflikter mellem mennesker og dyr samt forslag om at genoprette ødelagte økosystemer.
Oprindelige folk har en vigtig plads i forhandlingerne om biodiversitet. Deres landområder dækker 20 procent af verden, men rummer samtidig 80 procent af verdens biodiversitet. En international arbejdsgruppe for oprindelige folk, IWGIA, Amnesty International og Survival International er bekymret for, at øget naturbeskyttelse kan føre til fordrivelse af oprindelige folk, hvis deres rettigheder ikke sikres i aftalen. Nagoya-protokollen der er en tillægsprotokol til Konvention om biologisk diversitet fra 2010 om en rimelig og retfærdig deling af udbyttet ved anvendelse af klodens genetiske ressourcer. Siden 2010 er det nu blevet muligt at dele genetisk dna fra planter og dyr i digitaliseret form, hvilket øger presset på udnyttelse af genetiske ressourcer.

## Kunming-Montreal Global biodiversity framework
Natten til 19. december 2022 indgik mere end 190 lande underskrev (men ikke USA og Vatikanet) efter flere års forarbejde under FN’s Biodiversitetskonvention samt to uger med intense topmøde-forhandlinger i Montreal i Canada aftalen Kunming-Montreal Global biodiversity framework. Den vedtagne aftale har 23 globale mål for naturindsatsen, med blandt andet det centrale mål, at 30 procent af verdens hav og land skal være beskyttet inden 2030.

Aftalen indeholder mål om at der fra 2030 skal anvendes 30 milliarder dollar årligt (210 milliarder kroner) på naturbeskyttelse i udviklingslandene, og en opfordring til at bruge 20 milliarder dollar (140 milliarder kroner) årligt frem mod 2025 på at sikre biodiversitet. I 2022 bruges der omkring ti milliarder dollar årligt.